# Jaguar XJ220 (игра)
Jaguar XJ220 — компьютерная игра в жанре гонок, разработанная и выпущенная британской компанией Core Design и выпущенная для персонального компьютера Amiga в 1992 году, а годом позже игра была портирована для аддона для Mega Drive/Genesis Mega-CD годом позже.
В игре необходимо, управляя одноименным автомобилем, принять участие в 12 гонках чемпионата в разных странах мира.

## Игровой процесс
Игра представляет собой классический автомобильный симулятор, выполненный в 2,5-D графике. В игре необходимо пройти своеобразную карьеру, участвуя в гонках специального чемпионата. Единственной представленной машиной в игре, является, разумеется, Jaguar XJ220. В игре есть 12 детализированных трасс. В игре можно использовать на выбор ручную КПП или «автомат».
Кроме того, в игре есть режим мультиплеера и инновационный редактор трасс, который позволяет игроку создать свой собственный трек.

## Трассы
- Англия
- Греция
- Италия
- Швейцария
- Франция
- Бразилия
- Канада
- США
- Египет
- Япония
- Канада
- Австралия[1]

## Рецензии
| Иноязычные издания | Иноязычные издания |
| Издание            | Оценка             |
| ------------------ | ------------------ |
| Amiga Action       | 98 % (Amiga)       |
| Amiga Power        | 85/100 (Amiga)     |
| Amiga Format       | 83/100 (Amiga)     |
| Mean Machines Sega | 9/10 (Sega CD)     |
| Sega Force         | 83/100 (Mega CD)   |
| TodoSega           | 76/100 (MegaCD)    |
| Play Time          | 75/100 (Amiga)     |

Jaguar XJ220 для Commodore Amiga получила восторженные отзывы критиков. Журнал CU Amiga выделил среди достоинств игры детализацию трасс, редактор треков, реализованный очень хорошо, и возможность выбора управления — можно использовать джойстик или клавиатуру.
Журнал Amiga Action оценил игру в 98 %, где особенно хвалили интуитивный геймплей и инновационный редактор трасс. Большинство других изданий дало похожие оценки, но иногда встречались более неблагосклонные оценки, например, от издания ASM.
Версия для приставки Mega CD также получила множество положительных отзывов от игровых журналистов.